# Sandro Salvucci
Sandro Salvucci (Macerata, 3 de abril de 1965) é um arcebispo católico italiano, arcebispo metropolitano de Pesaro desde 12 de março de 2022 e arcebispo eleito de Urbino-Urbania-Sant'Angelo in Vado desde 7 de janeiro de 2023.

## Biografia
Nasceu em Macerata, capital da província e bispado, em 3 de abril de 1965. Cresceu em San Claudio, povoado de Corridonia, província de Macerata e arquidiocese de Fermo.

### Formação sacerdotal e ministério
Em 1984 obteve o seu diploma de liceu científico no Liceu Científico "Galileo Galilei" em Macerata. Depois de frequentar a universidade por dois anos, ingressou no seminário arquiepiscopal de Fermo e frequentou cursos de filosofia e teologia na filial local do Instituto Teológico das Marcas: aqui, em 1990, obteve o bacharelado em teologia sagrada.
Mudou-se para Roma como aluno do colégio Almo Capranica, especializando-se em teologia moral na Pontifícia Universidade Gregoriana, onde obteve a licenciatura em teologia sagrada.
Em 6 de dezembro de 1992 foi ordenado diácono, na catedral de Fermo, pelo arcebispo Cleto Bellucci, que em 25 de setembro de 1993 também o ordenou sacerdote, em San Claudio di Corridonia.
Após a ordenação foi vigário paroquial da paróquia de Santissima Annunziata em Porto Sant'Elpidio, de 1994 a 1998. De 1995 até sua nomeação episcopal desempenhou o serviço docente de vários cursos de teologia moral no Instituto Teológico da região de Marche. De 1998 a 2012 foi diretor da pastoral vocacional diocesana, enquanto de 2001 a 2006 foi delegado episcopal para o diaconato permanente e, ao mesmo tempo, diretor da casa diocesana de espiritualidade "Villa Nazareth". Em 2006 foi nomeado reitor do seminário arcebispal de Fermo; ocupou este cargo até 2014, quando se tornou pároco da unidade pastoral de Montegranaro, formada pelas paróquias de Santissimo Salvatore, Santa Maria e San Liborio. Em 2008, durante um ano, foi administrador paroquial da paróquia de Sant'Alessandro di Fermo.
Foi membro do colégio dos consultores, de 2004 a 2012, do conselho presbiteral e do conselho pastoral diocesano. Desde 2018 é também o principal animador do Movimento Diocesano de Fermo, expressão do serviço do Movimento dos Focolares às Igrejas locais.

### Ministério Episcopal
Em 12 de março de 2022, o Papa Francisco o nomeou arcebispo metropolitano de Pesaro; ele sucedeu a Piero Coccia, que renunciou por ter atingido o limite de idade.
Em sua primeira mensagem como Arcebispo aos fiéis da Arquidiocese de Pesaro, ele envia uma saudação aos seus predecessores, o Cardeal Angelo Bagnasco e o Arcebispo Piero Coccia, agradecendo a este último "pela acolhida e pelo testemunho que me transmite com profundo gratidão pela sabedoria e dedicação com que se dispensou pela comunidade eclesial e social».
No dia 1º de maio seguinte, ele recebeu a ordenação episcopal na Catedral de Pesaro do arcebispo Piero Coccia, co-sagrando o arcebispo Rocco Pennacchio e o bispo Armando Trasarti. Na mesma celebração toma posse da arquidiocese.
Em 29 de junho de 2022, ele recebeu o pálio do Papa Francisco na Basílica de São Pedro no Vaticano, que lhe foi imposto pelo núncio apostólico Emil Paul Tscherrig no dia 2 de outubro seguinte.
Em 7 de janeiro de 2023, o Papa Francisco uniu pessoalmente a arquidiocese de Pesaro com a arquidiocese de Urbino-Urbania-Sant'Angelo in Vado como bispos, ele também foi nomeado arcebispo desta última sé; sucedeu a Giovanni Tani, que renunciou por ter atingido o limite de idade.